# Bykiwka
Bykiwka (ukrainisch Биківка; russisch Быковка Bykowka) ist eine Siedlung städtischen Typs in der ukrainischen Oblast Schytomyr mit etwa 1450 Einwohnern (2023).

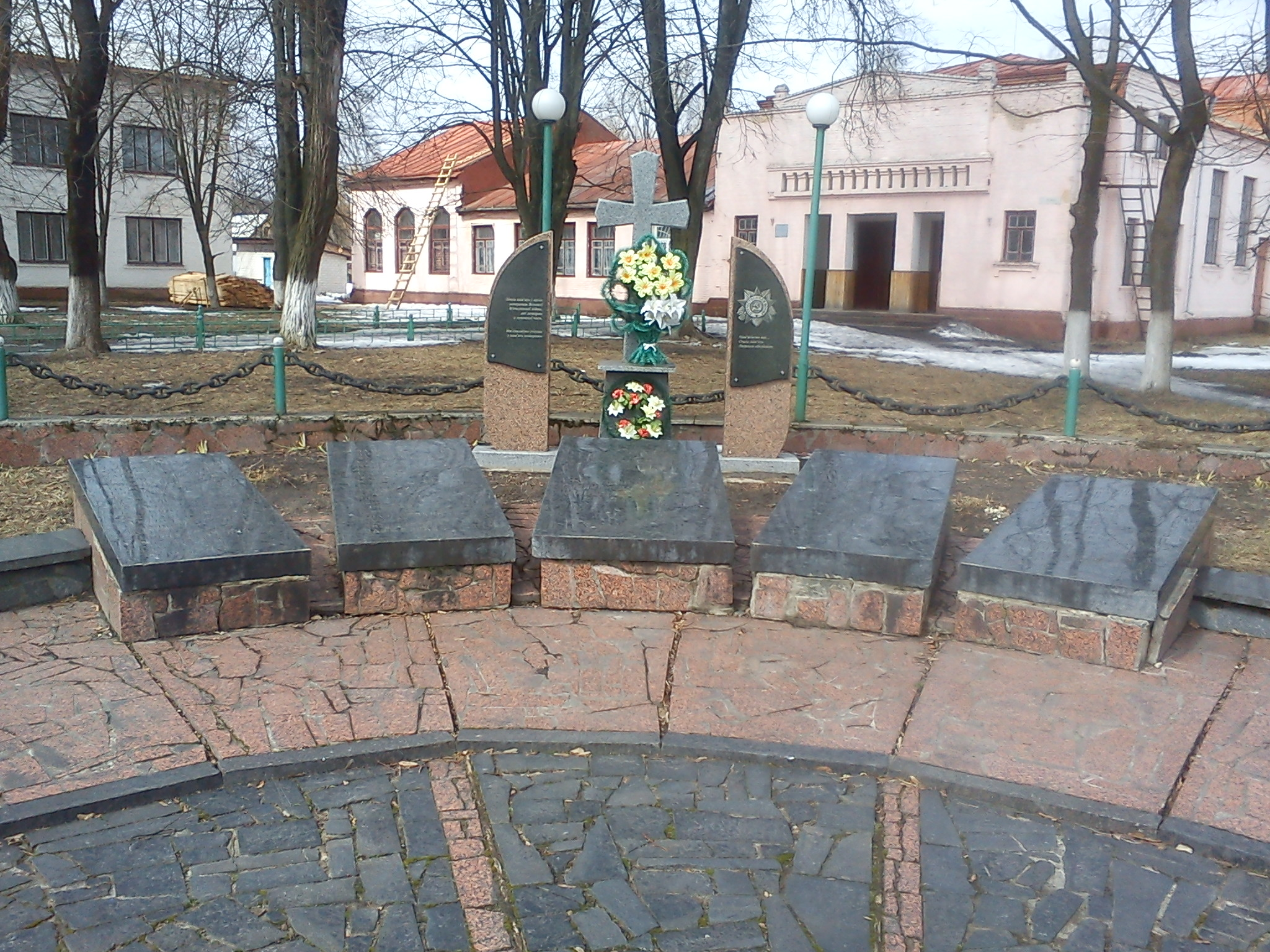
Blick auf das Kriegerdenkmal im Ort

Die Ortschaft wurde 1871 gegründet und erhielt 1938 den Status einer Siedlung städtischen Typs.
Bykiwka liegt etwa 60 km westlich vom Oblastzentrum Schytomyr und 17 km nördlich vom ehemaligen Rajonzentrum Romaniw. Durch die Ortschaft verläuft in Nord-Süd-Richtung die Territorialstraße T–06–18.
Am 12. Juni 2020 wurde die Siedlung ein Teil neugegründeten Siedlungsgemeinde Romaniw, bis dahin bildete sie zusammen mit den Sarniwka (Сарнівка) und Towschtscha (Товща) die gleichnamige Siedlungsratsgemeinde Bykiwka (Биківська селищна рада/Bykiwska selyschtschna rada) im Norden des Rajons Romaniw.
Am 17. Juli 2020 kam es im Zuge einer großen Rajonsreform zum Anschluss des Rajonsgebietes an den Rajon Schytomyr.